# Nadzeja Astaptsjoek
Nadzeja Mikalajewna Astaptsjoek (Wit-Russisch: Надзея Мікалаеўна Астапчук, Russisch: Надежда Николаевна Остапчук) (Stolin, 12 oktober 1980) is een kogelstootster uit Wit-Rusland. In 2000 kreeg ze internationale bekendheid na het winnen van een aantal medailles begin dat jaar. Daarnaast werd ze driemaal wereldkampioene, eenmaal bij de junioren, eenmaal buiten en eenmaal binnen. Zij nam driemaal deel aan de Olympische Spelen en veroverde brons in 2008. In 2012 leek ze aanvankelijk goud te hebben veroverd bij de Olympische Spelen van Londen, maar daags na de sluitingsceremonie werd bekend, dat ze was betrapt op doping en werd ze uit de uitslagen geschrapt.

## Biografie

### Eerste Olympische Spelen en wereldtitel
Astaptsjoek nam in 2004 in Athene deel aan haar eerste Olympische Spelen, waar zij bij het kogelstoten vierde werd.
Een jaar later verkeerde Nadzeja Astaptsjoek in de vorm van haar leven. Ze begon het jaar met het winnen van een gouden medaille op de Europese indoorkampioenschappen van 2005. Met een verste poging van 19,37 m versloeg ze de Poolse Krystyna Zabawska (zilver; 18,96) en de Russische Olga Rjabinkina (brons; 18,83). Vlak voor de wereldkampioenschappen van 2005 toonde ze haar vorm door haar persoonlijk record te verbeteren naar 21,09. Op de WK in Helsinki behaalde ze vervolgens haar beste resultaat tot nu toe: zij werd wereldkampioene kogelstoten. Op de wereldatletiekfinale in Monte Carlo won ze eveneens goud met een verste poging van 20,44.

### Achter op eerder bereikt niveau
In de jaren die volgden slaagde Astaptsjoek er aanvankelijk niet in om het niveau van 2005 opnieuw te bereiken. Was het op de Europese kampioenschappen van 2006 in Göteborg nog haar landgenote Natallja Charaneka, die haar met zegge en schrijve één centimeter van het goud afhield (19,43 om 19,42), in de jaren erna liep ze zich steevast stuk op de Nieuw-Zeelandse Valerie Vili, tegen wie geen kruit gewassen bleek. Astapstjoek kwam trouwens ook nooit meer in de buurt van haar beste prestatie van 21,09 uit 2005. Alleen in 2007 op de WK in Osaka zette zij nog een prestatie van dik in de 20 meter neer. In 2008 veroverde zij op de wereldindoorkampioenschappen in Valencia en de Olympische Spelen in Peking nog wel podiumplaatsen, maar de hoogste was steeds voor Vilie en de prestaties van de Wit-Russische bleven beneden de 20 meter. Haar olympische medaille van Peking heeft zij moeten inleveren vanwege dopinggebruik.

### Doping
In 2012 leek Nadzeja Astaptsjoek zich echter te hebben herpakt. Enkele weken voor de Spelen van Londen, op 18 juli, had zij zichzelf tijdens internationale wedstrijden in Minsk al aan het hoofd van de wereldranglijst geplaatst door haar beste prestatie van 21,09 uit 2005 met bijna een halve meter te verbeteren tot 21,58, een nationaal record. Regerend olympisch en wereldkampioene Valerie Adams (voorheen Valerie Vili) had op dat moment als beste prestatie ooit 21,24 op haar naam staan. Astaptsjoek ging in Londen dus als favoriete van start en leek die rol waar te maken. Met een beste stoot van 21,36 deed zij met succes een greep naar het goud en leek zij tot haar grote vreugde te sterk voor haar Nieuw-Zeelandse rivale, die deze keer dus met 20,70 en het zilver genoegen zou moeten nemen. Daags na de sluitingsceremonie bleek echter, dat Astaptsjoek doping had gebruikt. Er werden sporen van Metenolon, een anabole steroïde, in haar urine aangetroffen. Als gevolg hiervan werd haar de gouden medaille ontnomen en prolongeerde Adams haar verloren gewaande olympische titel alsnog. Uit onderzoek van het Wit-Russische Anti-Doping Agentschap bleek dat de trainer van Astaptsjoek haar had gedrogeerd zonder Astaptsjoeks medeweten. Hierdoor kreeg ze slechts een schorsing van één jaar.

## Titels
- Olympisch kampioene kogelstoten - 2012
- Wereldkampioene kogelstoten - 2005
- Wereldindoorkampioene kogelstoten - 2010
- Europees indoorkampioene kogelstoten - 2005
- Wit-Russisch kampioene kogelstoten - 2006, 2007, 2008
- Wit-Russisch indoorkampioene kogelstoten - 2006, 2008, 2009, 2010
- Wereldjeugdkampioene kogelstoten - 1998

## Persoonlijke records
| Onderdeel             | Prestatie           | Datum            | Plaats  |
| --------------------- | ------------------- | ---------------- | ------- |
| kogelstoten (outdoor) | 21,58 m (nat. rec.) | 18 juli 2012     | Minsk   |
| kogelstoten (indoor)  | 21,70 m (nat. rec.) | 12 februari 2010 | Mogilev |

## Prestaties

### Kampioenschappen
| Jaar | Wedstrijd                 | Plaats       | Resultaat | Prestatie |
| ---- | ------------------------- | ------------ | --------- | --------- |
| 1998 | WJK                       | Annecy       | 1e        | 18,23 m   |
| 2000 | EK indoor                 | Gent         | 6e        | 18,65 m   |
| 2001 | WK indoor                 | Lissabon     | 2e        | 19,24 m   |
| 2001 | WK                        | Edmonton     | 7e        | 18,98 m   |
| 2001 | Grand Prix Finale         | Melbourne    | 2e        | 18,82 m   |
| 2002 | EK                        | München      | 5e        | 19,07 m   |
| 2003 | WK indoor                 | Birmingham   | 2e        | 20,31 m   |
| 2003 | WK                        | Parijs       | 2e        | 20,12 m   |
| 2003 | Wereldatletiekfinale      | Monte Carlo  | 3e        | 19,51 m   |
| 2004 | WK indoor                 | Boedapest    | 7e        | 18,33 m   |
| 2004 | OS                        | Athene       | 3e        | 19,01 m   |
| 2004 | Wereldatletiekfinale      | Monte Carlo  | 1e        | 19,23 m   |
| 2005 | EK indoor                 | Madrid       | 1e        | 19,37 m   |
| 2005 | WK                        | Helsinki     | 1e        | 20,51 m   |
| 2005 | Wereldatletiekfinale      | Monte Carlo  | 1e        | 20,44 m   |
| 2006 | WK indoor                 | Moskou       | 6e        | 18,13 m   |
| 2006 | EK                        | Göteborg     | 2e        | 19,42 m   |
| 2006 | Wereldatletiekfinale      | Stuttgart    | 3e        | 19,50 m   |
| 2007 | WK                        | Osaka        | 2e        | 20,48 m   |
| 2007 | Wereldatletiekfinale      | Stuttgart    | 1e        | 20,45 m   |
| 2008 | WK indoor                 | Valencia     | 2e        | 19,74 m   |
| 2008 | OS                        | Peking       | DQ        | 19,86 m   |
| 2009 | Wereldatletiekfinale      | Thessaloniki | 2e        | 19,56 m   |
| 2010 | WK Indoor                 | Doha         | 1e        | 20,85 m   |
| 2010 | EK                        | Barcelona    | 2e        | 19,53 m   |
| 2011 | WK                        | Daegu        | 2e        | 20,05 m   |
| 2012 | Europese Cup Winterwerpen | Bar          | 1e        | 20,29 m   |
| 2012 | OS                        | Londen       | DQ        | 21,36 m   |

### Golden League-podiumplekken
| Jaar | Wedstrijd | Plaats  | Resultaat | Prestatie |
| ---- | --------- | ------- | --------- | --------- |
| 2004 | ISTAF     | Berlijn | 1e        | 20,36 m   |

### Diamond League-podiumplekken
| Jaar | Wedstrijd                       | Plaats      | Resultaat | Prestatie |
| ---- | ------------------------------- | ----------- | --------- | --------- |
| 2010 | Eindzege Diamond League         | nvt         |           | nvt       |
| 2010 | Shanghai Golden Grand Prix      | Shanghai    | 1e        | 20,70 m   |
| 2010 | British Grand Prix              | Birmingham  | 1e        | 20,57 m   |
| 2010 | Meeting Areva                   | Saint-Denis | 1e        | 20,78 m   |
| 2010 | Herculis                        | Monaco      | 1e        | 20,23 m   |
| 2010 | DN Galan                        | Stockholm   | 1e        | 20,63 m   |
| 2010 | Aviva London Grand Prix         | Londen      | 1e        | 19,83 m   |
| 2010 | Weltklasse Zürich               | Zürich      | 1e        | 20,63 m   |
| 2011 | Prefontaine Classic             | Eugene      | 1e        | 20,59 m   |
| 2011 | Bislett Games                   | Oslo        | 2e        | 19,92 m   |
| 2011 | Meeting Areva                   | Saint-Denis | 2e        | 20,49 m   |
| 2011 | DN Galan                        | Stockholm   | 2e        | 20,37 m   |
| 2011 | Aviva London Grand Prix         | Londen      | 2e        | 19,52 m   |
| 2011 | Weltklasse Zürich               | Zürich      | 2e        | 20,48 m   |
| 2012 | Qatar Athletic Super Grand Prix | Doha        | 1e        | 20,53     |
| 2012 | Golden Gala                     | Rome        | 3e        | 19,58 m   |

1983 Helena Fibingerová ·
1987 Natalja Lisovskaja ·
1991 Huang Zhihong ·
1993 Huang Zhihong ·
1995 Astrid Kumbernuss ·
1997 Astrid Kumbernuss ·
1999 Astrid Kumbernuss ·
2001 Janina Koroltsjik ·
2003 Svetlana Kriveljova ·
2005 Nadzeja Astaptsjoek ·
2007 Valerie Vili ·
2009 Valerie Vili ·
2011 Valerie Adams ·
2013 Valerie Adams ·
2015 Christina Schwanitz ·
2017 Gong Lijiao ·
2019 Gong Lijiao ·
2022 Chase Ealey ·
2023 Chase Ealey